# 聖公會牧愛小學
聖公會牧愛小學（英語：S.K.H. Good Shepherd Primary School）是香港一所津貼全日制男女小學，為聖公會牧愛堂主辦，創校於1963年。現任校長為梁浩偉先生，校監為許華英女士。

## 校政管理
歷任校監
- 佘德信 牧師[1]
- 梁麗娥 女士
- 許華英 女士

歷任校長
- 王世明 先生（上午校）
- 林浩基 先生（上午校）[1]
- 梁少霞 女士（下午校）[2]
- 2017至2021年：陳裕均 先生
- 2021年至今：梁浩偉 先生

## 歷史

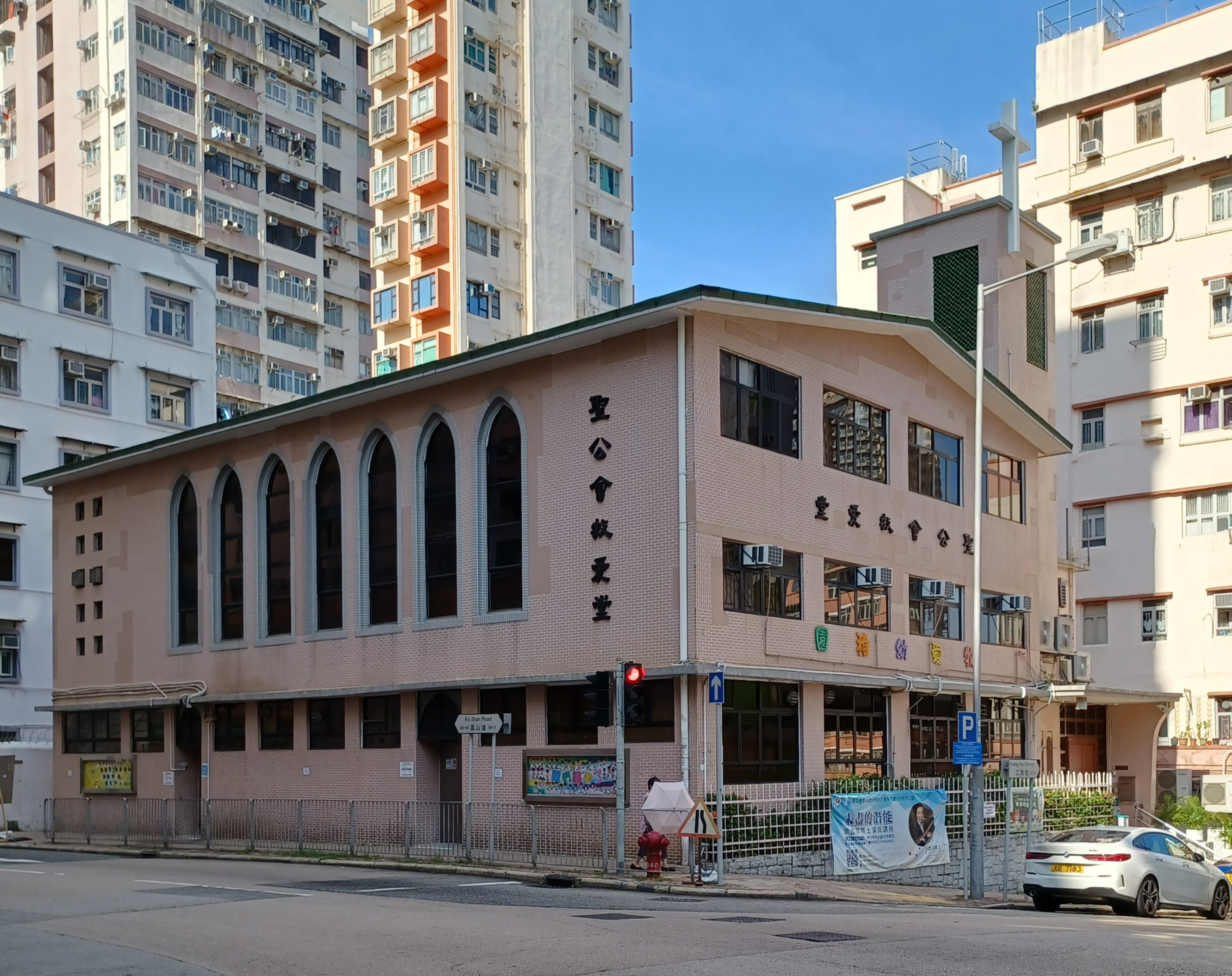
江西街的聖公會牧愛堂（2022年）

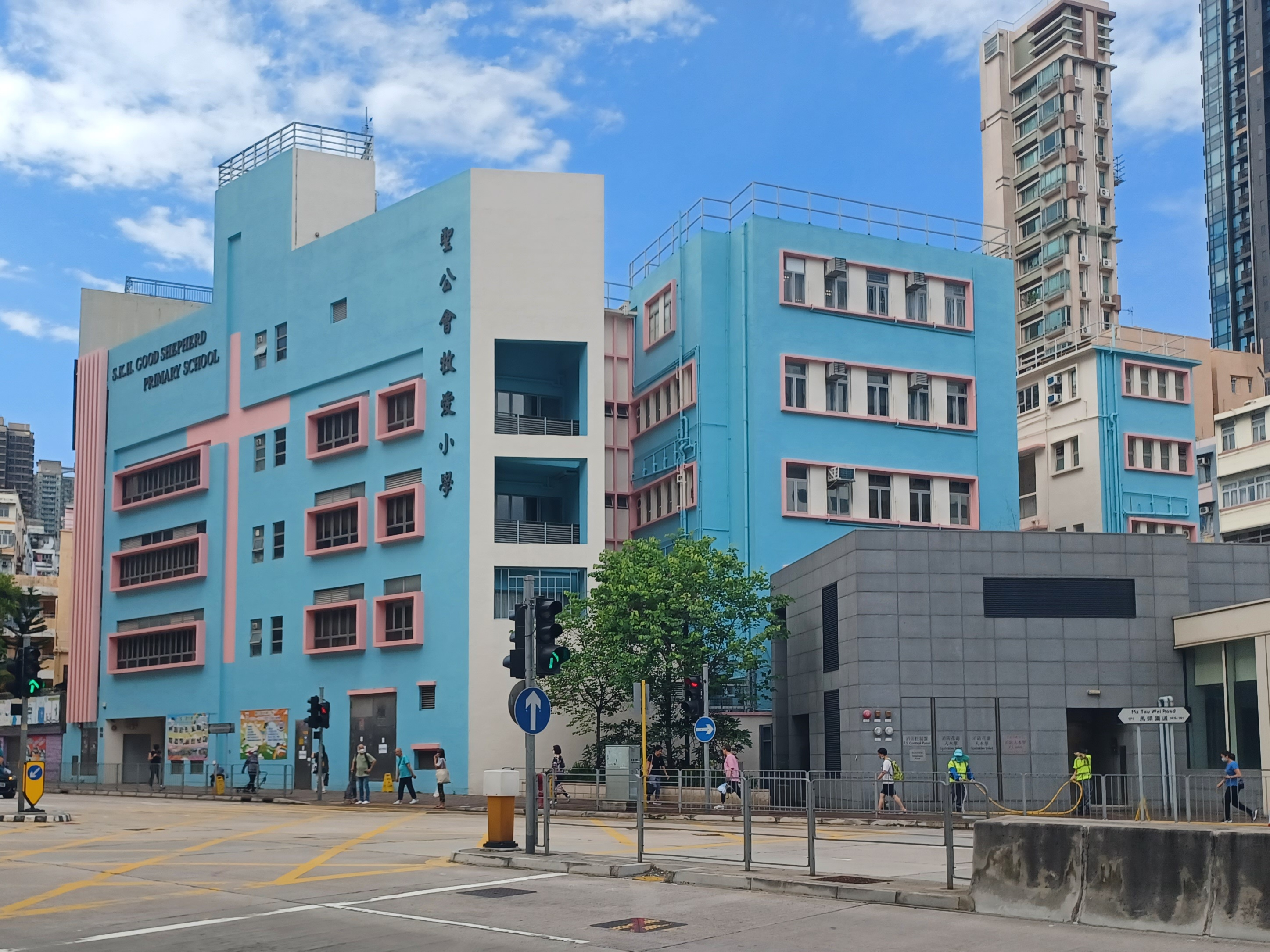
聖公會牧愛小學

1956年：本校前身為牧愛堂初級小學，朔自1956年聖公會牧愛堂建成於紅磡江西街2號後，主任牧師和牧區議會鑑於區內小學學位不足，從而倡議在副堂開辦初級小學，校址位於九龍紅磡江西街2號。
1963年：聖公會港澳教區主教何明華會督獲悉牧愛堂辦理的初級小學，成績雖然卓著，可惜未能讓學生完成小學課程是為美中不足，遂於1963年將馬頭圍道171號樓高4層的新校舍撥交牧愛堂拓展小學教育，為「牧愛小學下午校」。
2004年：獲教育局撥款興建一幢設備完善的教學大樓，與原校相連。
2008年：為了配合社會發展，與時並進，於2008年起一、二年級率先以全日制模式上課，翌年推至三、四年級，
2010年：本校正式將下午校轉為全日制津貼小學，並改名「聖公會牧愛小學」。
2021年：聖公宗小學監理委員會委派由聖公會聖馬可小學末任校長梁皓偉先生出任本校校長一職，將本校校長陳裕均先生接替聖公會聖米迦勒小學卸任校長何亦儀女士一職。

## 辦學宗旨
本校辦學的宗旨為實踐基督化完美教育：向學生灌輸聖經的教導及培育他們在德、智、體、群、美、靈六育中得到均衡的發展，以達致全人教育的目標。另外，本校亦致力訓練學生成為國家良好公民，以真、善、美的態度服務社會，務使每位學生能秉承本校校訓──「非以役人、乃役於人」的精神，使各人均能以「仁愛為懷、勇敢任事」為目標，肩負未來的使命。

## 辦學團體
本校辦學團體為聖公宗（香港）小學監理委員會有限公司。

## 校訓
本校以「非以役人、乃役於人」為校訓，本著基督的精神，以學生為本和五育並重的教育理念，培養學生達致全人教育的目標。

## 設施
校舍樓高4層，開設13班，每級有兩班，分別是「仁」班和「勇」班，而有一級會加設「愛」班。校舍設有禮堂、操場、多媒體教室、中央圖書館、輔導室、社工室、模擬飛行駕駛室、多用途室等。課室設備完善，除一般授課設備外，並設有視像廣播系統、投影機、電腦、平板電腦、錄影機和電視機，配合現代教育所需。

## 學制
每周上課5天，星期一至四上課7節，星期五上課6節 , 每節35分鐘，有兩個小息，每個15分鐘。星期一至四上課時間為上午8時15分，下課時間為下午3時30分 。星期五上課時間為上午8時15分，下課時間為2時50分。

## 班級結構
共分六級，有五級兩班，有一級三班，共13班。

## 輔導教學
輔導教學班逢周一至五（每級不同時段）上午7時40分至8時15分。

## 事件

### 校長死者燒屍案
1993年7月14日，在發生牧愛小學校長死者燒屍案。牧愛前任校長王世明為因串謀盜竊公款在校內殺害一名女書記兼會計劉容梅後，將屍體晚上運往鰂魚涌公園以及海澤街停車場內附近某隱蔽處燒屍體毀屍滅跡，其間有途人發現有人向一尼龍袋淋潑易燃液體並報警繼而揭發命案。校長燒屍案於高等法院就審判之後被告最終誤殺罪名成立，最終判入獄9年。

## 知名/傑出校友
- 梁錦祥：香港傳媒人、時事評論員
- 彭長緯，SBS，JP：前沙田區議會副主席[6]、民建聯副主席、第十二屆全國政協委員[7]（1968年小六）
- 何家勁：香港男藝人
- 許浩明：前香港聯合交易所執行總監暨上市科總監（1967年小三）[8]
- 麥琯瑜：前太平山青年獅子會會長 (2009 - 2010年度)
- 陳啓泰：香港精神科專科醫生、音樂人
- 史曼媚：資深營養師、香港中文大學糖尿病及肥胖症研究所客座副教授
- 傅欣園 馮元鉞律師行合伙人
- 楊岳橋：香港執業大律師，公民黨黨魁、第六屆香港立法會議員（新界東）
- 關令翹：香港男配音員（上午校）

## 外部連結
- 聖公會牧愛小學學校網址 （页面存档备份，存于）
- 聖公會牧愛小學校友會網址
- 聖公會牧愛小學家長教師會網址
- 校長燒屍案